# Allium consanguineum
Allium consanguineum är en amaryllisväxtart som beskrevs av Carl Sigismund Kunth. Allium consanguineum ingår i släktet lökar, och familjen amaryllisväxter. Inga underarter finns listade i Catalogue of Life.